# مارتین آکو آسومو
مارتین آکو آسومو (انگلیسی: Martin Ako Assomo؛ زادهٔ ۱۲ دسامبر ۱۹۹۹) بازیکن فوتبال اهل کامرون است.
وی همچنین در تیم‌های ملی فوتبال کامرون بازی کرده است.